# Abraham van Stolk (schrijver)
Abraham van Stolk (Rotterdam, 1874 – Rotterdam, 1951) was een Nederlandse schrijver en denker. Hij heeft een aantal werken gepubliceerd onder het pseudoniem Ein Narr aus der Stadt des Erasmus.

## Persoon & werk
Abraham van Stolk Czn., telg uit het geslacht Van Stolk, was als telg van de Rotterdamse Van Stolk-dynastie werkzaam in de meelfabricage, een branche die hij ook een innovatie schonk door als eerste de zogenaamde vlakmaalderij via walsen in plaats van via molenstenen te laten verlopen. Maar Van Stolks hart lag niet in de fabricage: ondanks zijn gebrek aan wetenschappelijke opleiding verdiepte hij zich in tal van intellectuele onderwerpen, vooral wijsbegeerte en (natuur)wetenschap. Vanuit zijn woonhuis aan de Hoflaan in het Rotterdamse Kralingen deed Van Stolk zijn gedachten uitgaan via een aantal boeken, boekjes en pamfletten die tussen 1918 en 1950 het licht zagen. 
In zijn werk stelde hij zich meestal op als een 'wegbereider' die, als een Nederlandse Nietzsche, een nieuw tijdperk van de mensheid inluidde:
Eine eigentümliche Empfindung, als erster seit Jahrtausenden in Menschengestalt sich wieder Gott zu wissen, in einer Welt, die nur noch Gleiche kennt!
In Anbetracht des für mich so wenig beneidenswerten Zeitalters, in das diese unzeitsgemäße Zeitbegebenheit gefallen ist, will ich für meine Zeitgenossen denn auch nur als Narr gelten.
Von den späteren Geschichtsschreibern aber soll ich Gott genannt werden und nicht nur ein “namenloser” Gott!
Ich adoptiere darum für später den Namen: “Der Gott in der Narrenjacke”.
Es wendet sich zu euch, ihr Menschen, dieser Gott!
(Einführung in das Götterreich der Lust, Hattenheim im Rheingau 1929, p. 13.)
Hij publiceerde steevast onder pseudoniem. Zijn geboortestad en een woord uit Nietzsches Also sprach Zarathustra indachtig noemde hij zich ‘Een nar uit de stad van Erasmus’. Omdat hij tot 1938 meestal in het Duits publiceerde voerde hij de naam ‘Ein Narr aus der Stadt des Erasmus’. De reden voor deze pseudonimiteit is onduidelijk. Gezien de explosiviteit van een aantal van zijn ideeën is het mogelijk dat Van Stolk zo zijn zakelijke belangen probeerde te beschermen. Maar misschien zag Van Stolk zich gezien bovenstaand citaat wérkelijk genoodzaakt zich te hullen in een 'Narrenjacke' tot op het moment dat de mensheid klaar zou zijn voor zijn boodschap.